# Cantón de Calais-Noroeste
El cantón de Calais-Noroeste era una división administrativa francesa, que estaba situada en el departamento de Paso de Calais y la región de Norte-Paso de Calais.

## Composición
El cantón estaba formado por ocho comunas, más una fracción de la comuna que le daba su nombre:
- Bonningues-lès-Calais
- Calais (fracción)
- Coquelles
- Escalles
- Fréthun
- Nielles-lès-Calais
- Peuplingues
- Saint-Tricat
- Sangatte

## Supresión del cantón de Calais-Noroeste
En aplicación del Decreto nº 2014-233 de 24 de febrero de 2014, el cantón de Calais-Noroeste fue suprimido el 22 de marzo de 2015 y sus 9 comunas pasaron a formar parte; ocho del nuevo cantón de Calais-1 y la fracción de la comuna que le daba su nombre se unió con las demás fracciones para que, por medio de una reestructuración cantonal, fueran creados los nuevos cantones de Calais-1, Calais-2 y Calais-3.